# Tycherus jimenezi
Tycherus jimenezi är en stekelart som beskrevs av Selfa och Diller 1991. Tycherus jimenezi ingår i släktet Tycherus och familjen brokparasitsteklar. Inga underarter finns listade i Catalogue of Life.